# Carpilius maculatus
Espèce
Le Crabe à taches rouges (Carpilius maculatus) est une espèce de crabe de la famille des Carpiliidae.

## Description
Facilement reconnaissable par sa coloration, le crabe à taches rouges est lent et doté de pinces énormes, il est actif la nuit, et se nourrit de coraux, gastéropodes et autres petits animaux marins et invertébrés.
Il mesure de 4,5 à 9 cm.
Il possède une carapace d'un brun clair, parfois virant vers le blanc ou l'orangé, ainsi que deux taches taches rouges symétriques à côté de chaque œil, trois taches rouges sur le milieu et deux ou trois sur l'arrière de la carapace. Il possède entre les yeux quatre excroissance arrondies, propres à l'espèce.
Sa chaire est réputée toxique, bien qu'elle soit consommée en Polynésie.

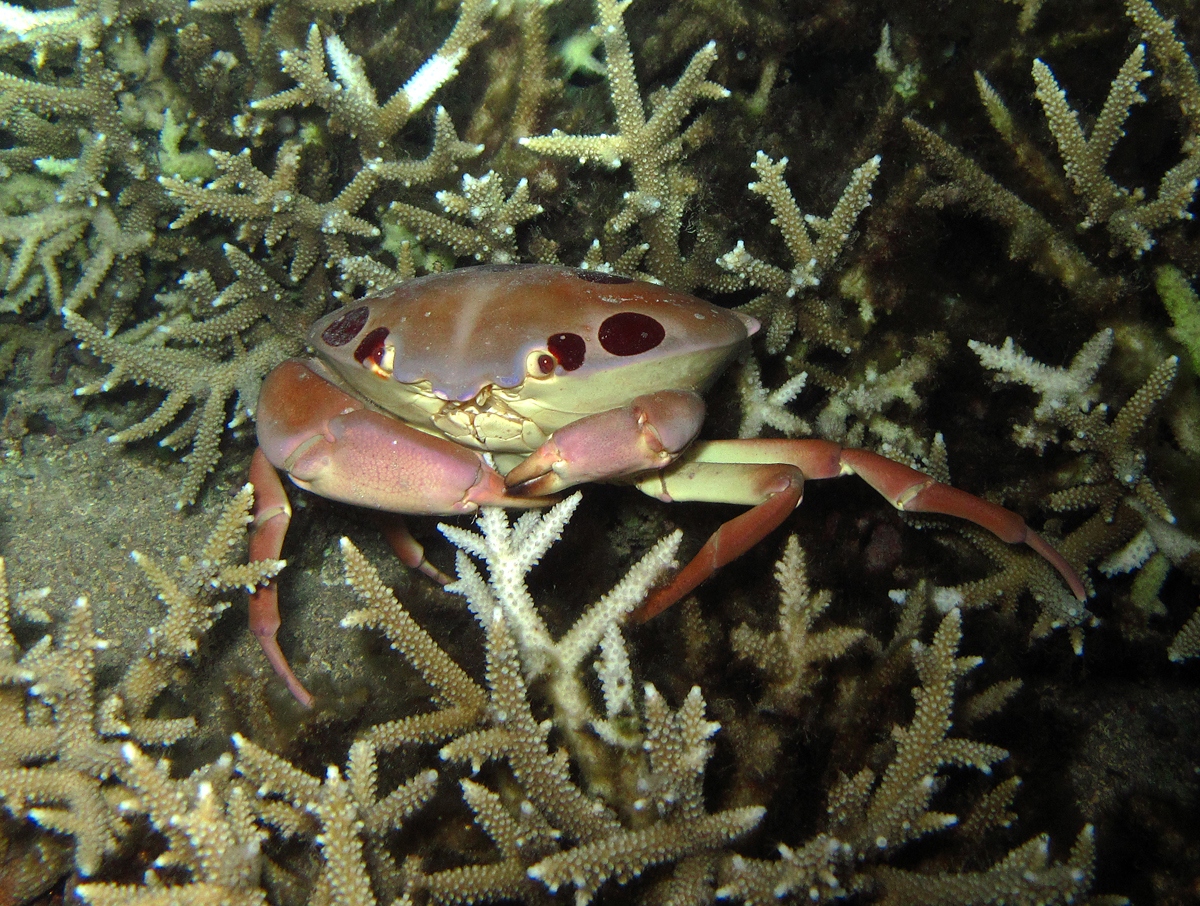
Crabe à taches rouges de nuit à La Réunion.
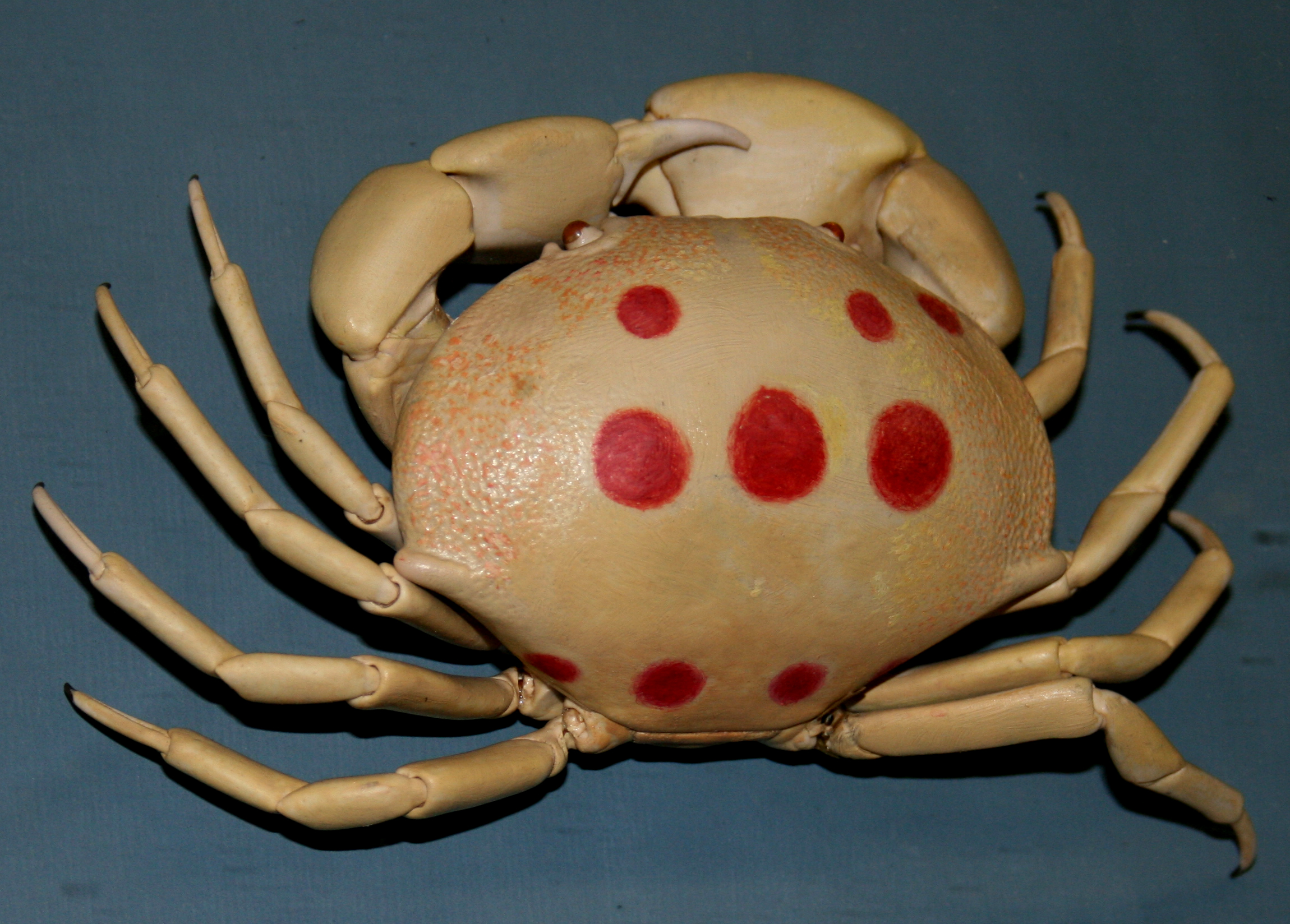
Carpilius maculatus

## Distribution et habitat
Cette espèce se rencontre dans l'océan Indien et dans le Pacifique ouest, des rivages jusqu'à 10 mètres de profondeur, sur les récifs côtiers.